# 386P/PANSTARRS
386P/PANSTARRS, komet Jupiterove obitelji. Predotkriven na snimkama teleskopa Pan-STARRS 1.